# Papi Khomane
Papi Khomane (Cidade do Cabo, 31 de janeiro de 1975 – Newcastle, 25 de novembro de 2023) foi um ex-futebolista profissional sul-africano que atuava como defensor.

## Carreira
Papi Khomane representou o elenco da Seleção Sul-Africana de Futebol no Campeonato Africano das Nações de 2000.

## Morte
Khomane morreu no dia 25 de novembro de 2023 aos 48 anos, vítima de um acidente rodoviário quando viajava, com destino a um funeral. O acidente também vitimou sua mãe e irmão.

## Títulos

### África do Sul
- Copa das Nações Africanas 2000: 3º Lugar